# Міляєва Людмила Семенівна
Міля́єва Людми́ла Семе́нівна (нар. 13 листопада 1925, Харків — пом. 29 жовтня 2022, Київ) — українська мистецтвознавиця, докторка мистецтвознавства (1988), професорка (1991), дійсна членкиня Національної академії мистецтв України (2000). Професорка Національної академії образотворчого мистецтва і архітектури.

## Біографія
Міляєва Людмила Семенівна народилася 13 листопада 1925 року, в місті Харків, нині Україна (тоді Українська Соціалістична Радянська Республіка, СРСР). У 1950 році закінчила філологічний факультет Київського університету ім. Т. Шевченка, педагоги з фаху — Сергій і Василь Маслови. Кандидатська дисертація — на тему «Стінопис Потелича», у 1988 році захистила докторську дисертацію на тему «Розписи Дрогобича і проблеми розвитку українського мистецтва XVI — початку XVIII ст.»
У 1949—1962 роках — наукова працівниця, у 1964—1966 роках — завідувачка відділу Київського державного музею українського образотворчого мистецтва. З 1962 року — старша викладачка, доцентка, професорка кафедри історії та теорії мистецтва Київського державного художнього інституту.
Членкиня Національної спілки художників України, академік Академії наук Вищої школи України.

## Наукова діяльність
Л. С. Міляєва є авторкою або співавторкою понад 200 наукових праць, основний напрямок досліджень — історія українського образотворчого мистецтва.

### Наукові праці
- «К. О. Трутовський» (1955)
- «Розписи Потелича» (1969; 1971 — рос.)
- «Українське мистецтво XIV — першої половини XVII ст.» (1963, співав.)
- «Український середньовічний живопис» (1976, співав.)
- «The Ukrainian Icon 11th-18th centuries. From Byzantiue to Baroque» (1996; англ., нім., франц. мовами)
- «Станковий живопис» (кн. «Історія українського мистецтва», т.1, 1966, співав.)
- «Украинское искусство конца XIII — первой половины XVIII в.», «Украинское искусство первой половины XVII—XVIII в.» (кн. «История искусства народов СССР», т.3, 1974; т.4, 1976)
- «Спасо-Преображенская церковь с. Великие Сорочинцы Полтавской обл.» (у кн. «Западно-евроски барок и византиjски свет». — Београд, 1991)
- «Иконография и красноречие украинского бароко» (у кн. «Восточнохристианский храм. Литургия и искусство». — СПб, 1994)
- «The Ukrainian Icon 11th — 18th centuries. From Byzantine source to the Baroque» (S.-Petersburg, Bournemouth; 1996, англ., нім., франц. мовами)
- «Freski kaplicy Trójcy Swiętej na Zamku Lubelskim a sztuka ukraińska» (у кн. Kaplica Trójcy Swiętej na Zamku Lubelskim, Lublin, 1999)
- «The Icon of Saint George with Scenes from his Life» (Perceptions of Byzantium and Its Neihbors (843—1201), New-York, 2000)
- «Митрополит Петро Могила і мистецтво Києва 30—40-х рр. XVII ст.» (Вісник Львівського університету, Львів, 2003)
- «Redivivus phoenix — oczyma Jakuba Suszy» (у кн. «Do piękna Nadprzyrodzonego», Chełm, 2003)
- «С. П. Подервянский. Творчество и судьба. 1916—2006» (Київ, 2011)

Міляєва склала власну програму курсів: «Історія укр. мистецтва 19 – поч. 20 ст.» та «Історія укр. мистецтва 10–18 ст.». Увела в науковий обіг низку пам’яток. Серед учнів – В. Мазур, О. Мінжулін, В. Откович, О. Ошуркевич, І. Панич .

## Відзнаки
- Заслужений діяч мистецтв України (1992).
- Золота медаль Національної академії мистецтв України (2005);
- Орден «За заслуги» III-го ступеня (2012);
- Орден княгині Ольги III-го ступеня (2017) [3].

## Сім'я
- Батько: Міляєв Семен Матвійович (Соломон Мордухович) [4][5] (1895—1961) — художник
- Мати: Міляєва Ірина Федорівна (1902—1980) — медсестра
- Син: Подерв'янський Олександр Сергійович (нар. 1952) — український художник, автор сатиричних п'єс.
- Чоловік: Подерв'янський Сергій Павлович (1916—2006) — художник